# Berbatovo
Berbatovo  je vas v Srbiji, ki upravno spada pod Občino Niš; slednja pa je del Niškega upravnega okraja.